# BRG
A Budapesti Rádiótechnikai Gyár, rövidítve BRG; később BRG Mechatronikai Vállalat, majd BRG Rádiótechnikai Gépgyár Kft. magyarországi vállalat, melyet híradástechnikai termékek gyártásához hoztak létre 1953-ban.

## Története
Vörös Szikra Gyár néven jött létre 1953-ban, 1956-ban a Beloiannisz Híradástechnikai Gyár egyik egységévé alakították. 1957. január 1-jén újra önálló vállalat lett. Óbudán a Flórián térnél, a Polgár utca 8-10 szám alatti Dohánygyár hajdani épületbe költözött, Budapesti Rádiótechnikai Gyár néven. 1961-ben Kecskeméten jött létre telepe, majd 1972-ben Salgótarjánban. Ezt követően Lakitelken, Kiskunmajsán, Celldömölkön és Szécsényben is megindult a gyártás. A vállalat logóját Sajdik Ferenc karikatúrista tervezte.
1989-ben holdinggá alakult, nyolc részvénytársaság és 12 korlátolt felelősségű társaság tartozott hozzá. Az 1990-es években a külföldi piac beszűkült a vállalat számára, először a kecskeméti gyár zárt be, majd 1994-ben a lakitelki. A salgótarjáni egységet a Videoton szerezte meg 1998-ban, de nem sokáig működött tovább.
A BRG Rádiótechnikai Gépgyár Kft. ma mikrovállalkozás, melynek 90%-a magyar tulajdonban van.

## Termékei

### Korábbi
- rádiótelefonok (például: URH adó-vevő berendezések, járműbe szerelhető berendezések, antennák)
- ipari magnetofonok (például: sokcsatornás, orsós mágnesszalagos jelentéstároló, telefonüzenetrögzítő)
- közszükségleti magnetofonok (például: diktafon, hordozható kazettás magnetofon
- számítógép-perifériák (például: kazettás mágnesszalagos adattároló)

### Jelenlegi
A névutód ipari érzékelőket gyárt.